# Georg von Pisidien
Georg von Pisidien (mittelgriechisch Γεώργιος Πισίδης Geōrgios Pisidēs; * vor 600 [vielleicht um 580] in Antiochia in Pisidien; † kurz nach 635) war ein oströmischer Dichter und Beamter.

## Leben und Werk
Georg war (laut einer späten Quelle) vielleicht Diakon in Konstantinopel und verfasste in altgriechischer Sprache mehrere dem oströmischen Kaiser Herakleios gewidmete Versdichtungen. Georg feierte Herakleios, den er wohl selbst auf seinen Feldzügen gegen das persische Sassanidenreich begleitete, in panegyrischer Form, wobei aber etwa Georgs Expeditio Persica dennoch wertvolle Informationen zu Herakleios’ Perserkrieg beinhaltet. In dem Werk kommt auch gut die zeitgenössische Stimmung in der Hauptstadt im Zusammenhang mit dem Krieg gegen die Sassaniden zum Ausdruck, die man wohl mit „Kreuzzugsstimmung“ recht treffend bezeichnen kann. Das Werk wurde später von Theophanes und anderen Autoren benutzt.
Weitere Gedichte haben die Ankunft des Kaisers in Konstantinopel aus Africa (610) und die Rückkehr aus dem Osten (630) zum Thema, ein anderes seinen Awarenkrieg. Die Dichtungen Georgs waren für den öffentlichen Vortrag vorgesehen und sollten den Kaiser verherrlichen. Über das Hexaemeron verfasste er ein Langgedicht in 1894 jambischen Trimetern.
Philologisch sind Georgs Gedichte (die teils nur fragmentarisch erhalten sind) nicht uninteressant, etwa hinsichtlich der Metrik. Dabei weist er trotz seiner Verbundenheit mit antiken Formen auch bereits auf die mittelbyzantinische Literatur voraus. Georg war auch sichtlich um die Nachahmung (Mimesis) der traditionellen antiken Dichtung bemüht. Gemeinsam mit dem Geschichtsschreiber Theophylaktos Simokates kann Georg als einer der letzten spätantiken Autoren gelten.

## Textausgaben
- Agostino Pertusi: Giorgio di Pisidia. Poemi. I. Panegirici epici (Studia patristica et Byzantina 7). Ettal 1959 (Edition mit italienischer Übersetzung und Kommentar).